# Andreaea kilimandscharica
Andreaea kilimandscharica är en bladmossart som beskrevs av Jean Édouard Gabriel Narcisse Paris 1894. Andreaea kilimandscharica ingår i släktet sotmossor, och familjen Andreaeaceae. Inga underarter finns listade i Catalogue of Life.